# Йохан Ернст (Саксония-Кобург-Заалфелд)
Йохан Ернст (на немски: Johann Ernst von Sachsen-Saalfeld; * 22 август 1658, Гота; † 17 декември 1729, Заалфелд) от рода на Ваймерските Ернестински Ветини, е от 1680 до 1729 г. херцог на Саксония-Заалфелд и основател на Дом Саксония-Кобург-Заалфелд.

## Живот
Той е седмият, най-малък син, на херцог Ернст I (1601 – 1675) и съпругата му Елизабет София фон Саксония-Алтенбург (1619 – 1680), дъщеря на херцог Йохан Филип от Саксония-Алтенбург.
През 1677 г. Йохан Ернст участва в поход против Франция в Нидерландия. След смъртта на баща му Саксония-Гота се управлява първо от седемте братя до наследствената подялба на 24 февруари 1680 г. Йохан Ернст получава Саксония-Заалфелд.

## Фамилия
Първи брак: 18 февруари 1680 г. в Мерзебург със София Хедвиг (1666 – 1686), дъщеря на херцог Христиан I фон Саксония-Мерзебург, с която има децата:
- Христиана София (1681 – 1697)
- Христиан Ернст (1683 – 1745), херцог на Саксония-Кобург-Заалфелд

∞ 1724 Христиана Фридерика фон Кос (1686 – 1743)
- Шарлота Вилхелмина (1685 – 1767)

∞ 1705 граф Филип Райнхард фон Ханау (1664 – 1712)
Втори брак: 2 декември 1690 г. в Маастрихт с Шарлота Йохана (1664 – 1699), дъщеря на граф Йосиас II фон Валдек-Вилдунген. С нея той има децата:
- Вилхелм Фридрих (1691 – 1720)
- Карл Ернст (1692 – 1720)
- София Вилхелмина (1693 – 1727)

∞ 1720 княз Фридрих Антон фон Шварцбург-Рудолщат (1692 – 1744)
- Хенриета Албертина (1694 – 1695)
- Луиза Емилия (1695 – 1713)
- Франц Йосиас (1697 – 1764), херцог на Саксония-Кобург-Заалфелд

∞ 1723 Анна София фон Шварцбург-Рудолщат (1700 – 1780)
- Хенриета Албертина (1698 – 1728)